# Thyrotrope cel

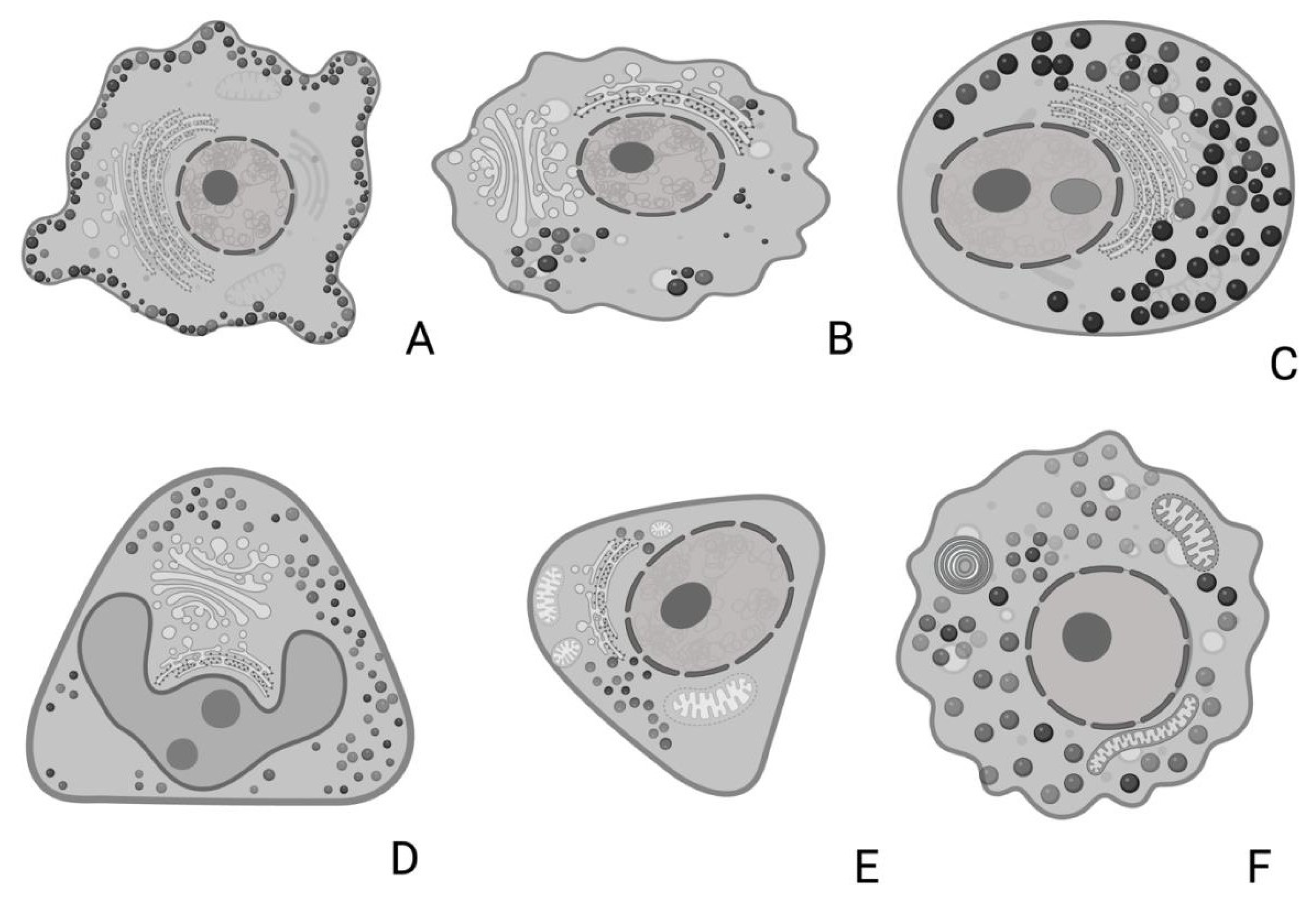
E. Thyrotrope cel van de gewone dolfijn.

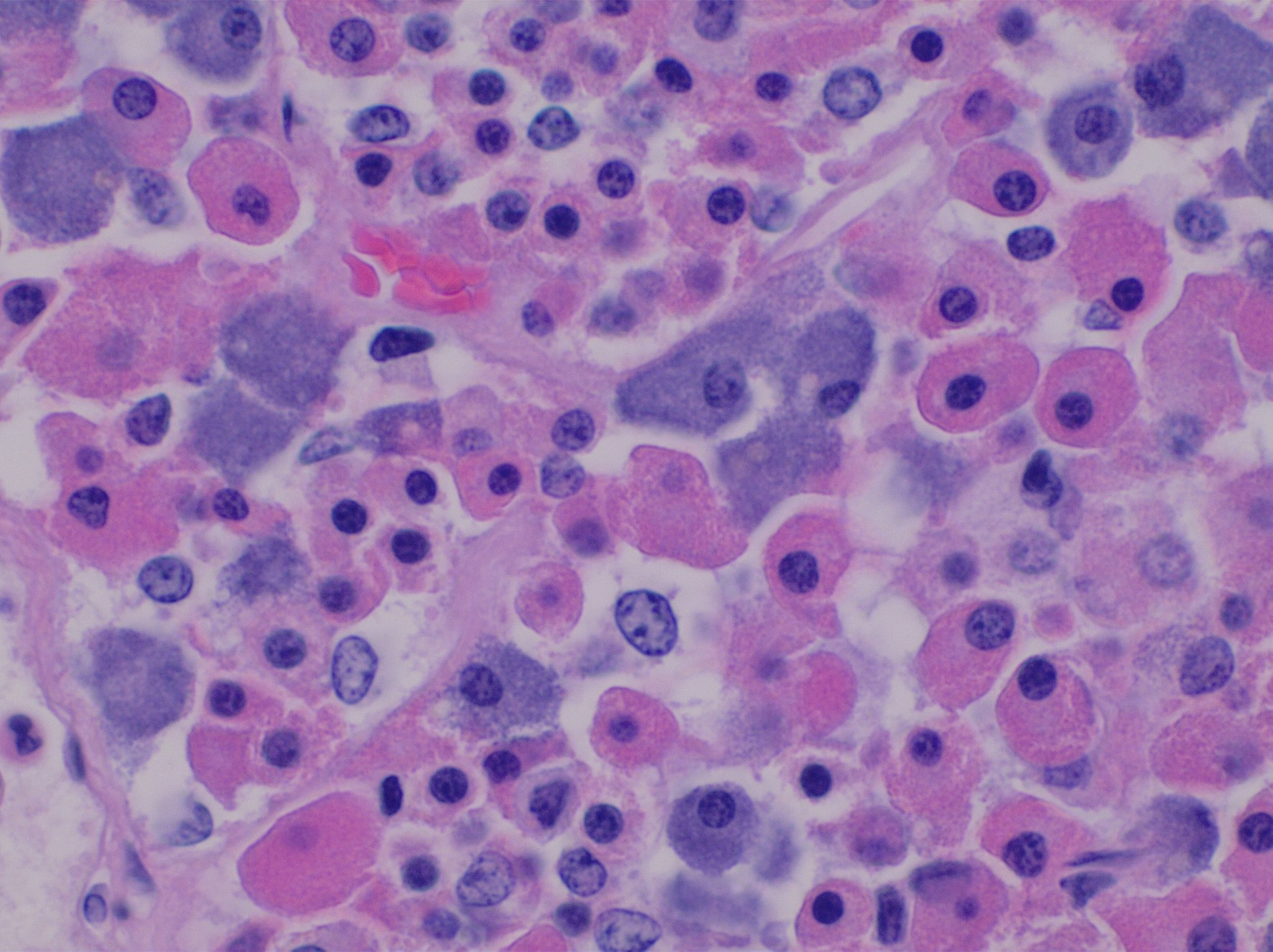
H&E-kleuring van de hypofyse. Thyrotrofe cellen zijn basofiel.

Thyrotrope cellen (ook wel thyrotropen of thyrotrofen genoemd) zijn endocriene cellen in de hypofyse die het thyreoïdstimulerend hormoon (TSH) produceren als reactie op het thyrotropine-releasing hormone (TRH) uit de hypothalamus.
Thyrotrope cellen lijken basofiel in histologische preparaten. In de afbeelding rechts zijn thyrotrope cellen de cellen met het blauwpaarse cytoplasma en de donkerpaarse celkern. De normale morfologie van deze cellen wordt gekenmerkt door een ronde vorm. Deze cellen komen echter het beste tot hun recht onder lichtmicroscopie uitgevoerd na immunohistochemie met thyreoïdstimulerend hormoon (TSH). Dit specifieke type beeldvorming maakt visualisatie van de locatie van thyrotrofe cellen in de hypofysevoorkwab mogelijk. Thyrotrope cellen liggen geclusterd in de voorste mediale regio van de klier.

## Ontwikkeling
Thyrotrofe cellen kunnen al in de twaalfde week van de foetale ontwikkeling via immunocytochemie worden geïdentificeerd, ongeveer tegelijk met de detectie van gonadotrope cellen Het actieve hormoon, TSH, wordt in de veertiende week van de zwangerschap gedetecteerd. Transcriptiefactoren, zoals Pit-1, GATA-2 en PROP1, beïnvloeden de celproliferatie en -rijping.

## Stimulatie- en secretiemechanismen

### Effect van TRH-signalering
De hypothalamus scheidt het thyreotropinevrijmakend hormoon (TRH) af in de hypofysepoortaders, die dit hormoon naar de hypofyse transporteren. Thyrotropine-releasing hormone is een relatief klein peptide, dat slechts drie aminozuren bevat. TRH stimuleert de thyrotrope cellen door gebruik te maken van een fosfolipase C-tweede-messengersysteem. TRH bindt aan een klasse A G-proteïne-gekoppelde receptor op het oppervlak van een thyrotrope cel, bekend als de thyrotropinevrijmakend hormoon receptor (TRHR). Sterke waterstofbindingsinteracties stabiliseren de binding van TRH aan TRHR. Deze binding induceert de koppeling van Gαq/G11, wat fosfolipase C activeert. Fosfolipase C splitst PIP2 in IP3. Inositol-1,4,5-trifosfaat (IP3) bindt zich aan calciumkanalen langs het membraan van het endoplasmatisch reticulum, waardoor een conformatieverandering ontstaat, waardoor de kanalen opengaan en vervolgens Ca2+-ionen in het cytosol van de thyrotrofe cellen vrijkomen.

### Biosynthese van schildklierstimulerend hormoon (TSH)
TSH bestaat uit niet-covalent gebonden subeenheden: een α-subeenheid die geconserveerd is in andere hypofysehormonen en een β-subeenheid die het hormoon zijn specificiteit geeft. Deze subeenheden worden gesynthetiseerd uit verschillende genen. Deze subeenheden worden getranscripteerd als reactie op de signalering van TRH.  De directe route van de afgifte van calciumionen naar de expressie van deze genen in thyreotrope cellen is onbekend. De subeenheden worden geglycosyleerd en hervormd, terwijl ze zich door de cel verplaatsen. Verdere glycosylering van de subeenheden vindt plaats terwijl ze zich door de secretieroute bewegen. Het schildklierstimulerend hormoon wordt opgeslagen in de secretiegranulen van thyreotrope cellen. De afgifte van deze granulen wordt ook geïnduceerd door de signaaltransductie van TRH.

### Effect van stimuli op de afgifte van TSH
Het is bekend dat meerdere neurogene stimuli de afgifte van TSH door thyrotrope cellen beïnvloeden. Blootstelling aan koude temperaturen verhoogt de TSH-afgifte. Deze verhoogde afgifte is het gevolg van een verhoogde afgifte van TRH, doordat de hypothalamus wordt geprikkeld door de verandering in lichaamstemperatuur. Bovendien verminderen emoties die het orthosympathische zenuwstelsel activeren – zoals opwinding en angst – de TSH-afgifte. De afname van de afgifte hangt ook samen met de verandering in lichaamstemperatuur. Activering van het orthosympathische zenuwstelsel verhoogt de lichaamstemperatuur, wat vervolgens een afname van de TRH-afgifte en de daaropvolgende afname van de TSH-afgifte veroorzaakt.
Schildklierhormonen kunnen een direct remmend effect hebben op thyrotrope cellen, hoewel het exacte mechanisme onbekend is. Bij verhoogde thyroxinespiegels daalt de TSH-secretiesnelheid tot bijna nul, omdat het lichaam probeert een relatief constant schildklierhormoonniveau in de bloedbaan te handhaven. Het remmende effect van schildklierhormonen kan echter afnemen in thyrotrope tumorcellen. De receptoraffiniteit voor T3 neemt significant af voor thyrotrope tumorcellen in kweek vergeleken met gezonde thyrotrope cellen, wat het regulerende effect vermindert.
Bovendien neemt tijdens de zwangerschap de omvang van de hypofyse toe, en daarmee ook de TSH-expressie. Deze toename in de TSH-secretie is waarschijnlijk het gevolg van de extra metabole belasting die zwangere moeders ervaren in combinatie met de secretie van placentahormonen.
GLP-1 kan ook de TSH-secretie beïnvloeden, hoewel het exacte mechanisme onbekend is. De aanwezigheid van bindingsplaatsen met hoge affiniteit voor GLP-1 is onlangs ontdekt in de thyrotrope cellen van knaagdieren. Inzicht in dit pad kan helpen bij het formuleren van behandelingen voor diabetes mellitus type 2, aangezien er een sterk verband bestaat tussen niet erfelijke stofwisselingsziekten en een niet goed werkende schildklier.

## Klinische betekenis

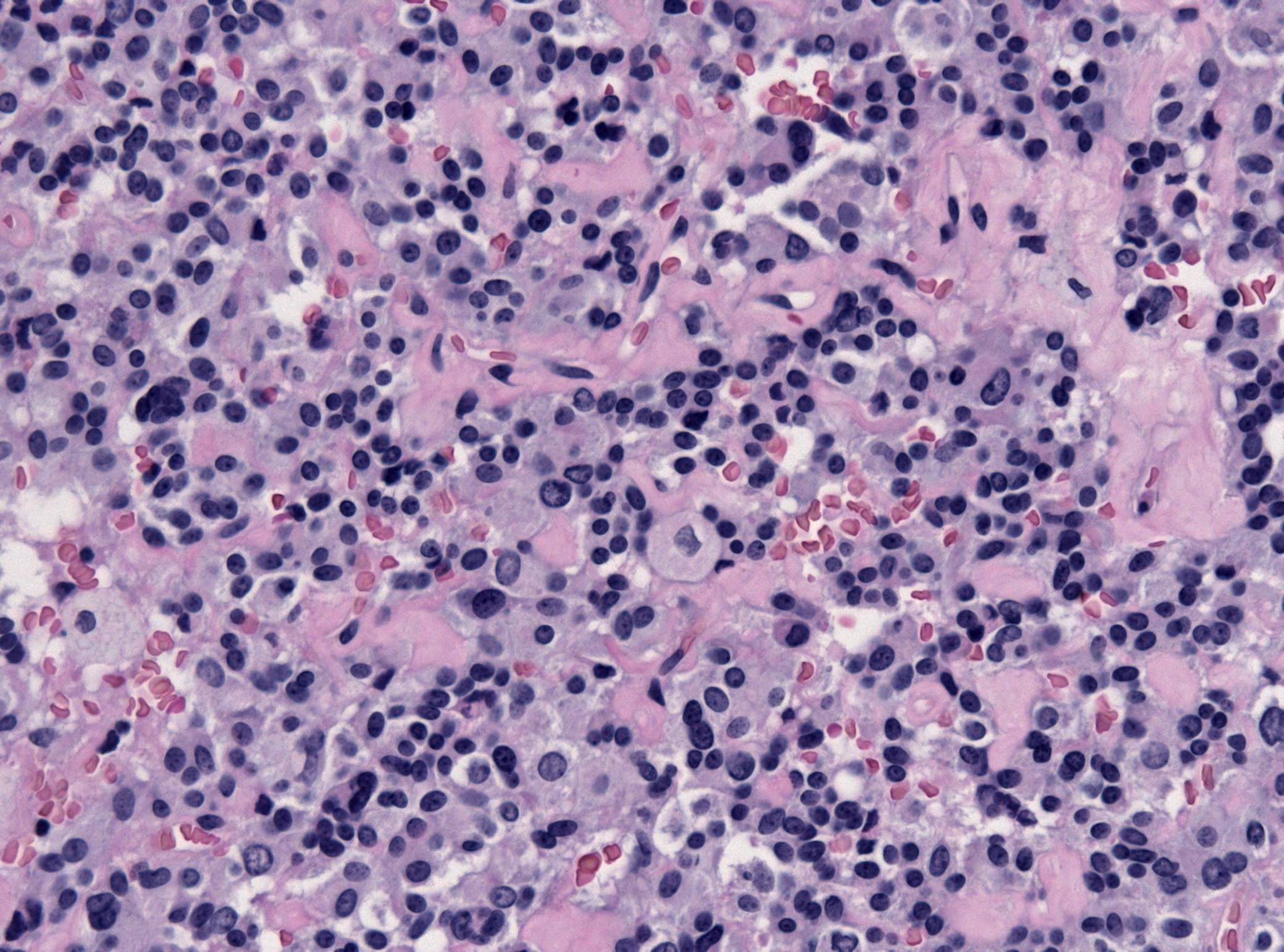
H&E-kleuring van een biopsie van een thyrotrofe adenoom. Basofiele thyrotrope cellen lijken spoelvormig.

### Thyrotrofe tumoren
Thyrotrofe tumoren worden thyrotrofe adenomen genoemd en zijn zeer zeldzaam en maken slechts ongeveer 1% van alle hypofysetumoren uit. Ze presenteren zich meestal als functionele macroadenomen en komen over het algemeen voor bij personen van in de vijftig. Deze tumoren resulteren doorgaans in een verhoogde TSH-secretie. Personen met thyrotrofe adenomen hebben doorgaans thyreotoxicose en diffuus struma. Diffuus struma verwijst naar de langwerpige vergroting van de schildklier als gevolg van de verhoogde TSH-expressie.
Bij histologische kleuring lijken de thyrotrope cellen meer langwerpig en spoelvormig en gaan ze vaak gepaard met fibrose.
De Wereldgezondheidsorganisatie (WHO) classificeert hypofysetumoren op basis van hun transcriptiefactoren en hormonen, omdat deze factoren inzicht geven in de cellijn en het doel ervan. Thyrotrope adenomen worden geïdentificeerd als cellen met de transcriptiefactoren Pit-1, TEF en GATA-2, en de hormonen β-TSH en α-subeenheid. Pit-1, in combinatie met de thyrotrofe embryonale factor (TEF), draagt bij aan de differentiatie van een cel tot een thyrotrofe cel en stimuleert de productie van β-TSH. GATA-2 is een transcriptiefactor voor cellen die behoren tot de LHX-genfamilie.  De heterodimeervorming tussen de α-subeenheid en β-TSH is cruciaal voor de TSH-secretie. Verstoring van het α-subunit-gen resulteert in een gebrek aan TSH-secretie, hypertrofie en hyperplasie van thyrotrofe cellen en verminderde hoeveelheden somatotrofe cellen en lactotrofe cellen.
In aanwezigheid van andere hypofysetumoren blijven de thyrotrope cellen onaangetast.

### Andere aandoeningen
Bij personen met primaire hyperthyreoïdie kan behandeling met schildklierhormoontherapie de hypertrofie en hyperplasie van de thyrotrofe cellen omkeren.
Personen met een zeldzame vorm van dwerggroei, gekenmerkt door hypothyreoïdie, hebben helemaal geen thyrotrope cellen, omdat dit syndroom het gevolg is van een mutatie in het Pit-1-gen.
Een teveel aan jodium bij personen met de ziekte van Graves kan thyrotoxicose induceren, de overexpressie van het schildklierhormoon. Plotselinge overexpressie van het schildklierhormoon wordt een schildklierstorm genoemd. Een schildklierstorm resulteert in een aanzienlijke afname van het aantal thyrotrope cellen in de hypofyse.[13] Deze afname kan, indien significant genoeg, fataal zijn. Met behandeling kan deze afname van het aantal thyrotrofe cellen echter worden teruggedraaid.